# 37601 Vicjen
37601 Vicjen è un asteroide della fascia principale. Scoperto nel 1992, presenta un'orbita caratterizzata da un semiasse maggiore pari a 2,2624856 UA e da un'eccentricità di 0,2394101, inclinata di 24,62476° rispetto all'eclittica.